# Hötjärnen (Gideå socken, Ångermanland)
Hötjärnen är en sjö i Örnsköldsviks kommun i Ångermanland och ingår i Gideälvens huvudavrinningsområde. Sjön har en area på 0,0963 kvadratkilometer och ligger 97 meter över havet.

## Delavrinningsområde
Hötjärnen ingår i det delavrinningsområde (704307-166005) som SMHI kallar för Namn saknas. Medelhöjden är 121 meter över havet och ytan är 8,89 kvadratkilometer. Räknas de 405 avrinningsområdena uppströms in blir den ackumulerade arean 3 375,3 kvadratkilometer. Avrinningsområdets utflöde Gideälven mynnar i havet. Avrinningsområdet består mestadels av skog (69 procent). Avrinningsområdet har 0,47 kvadratkilometer vattenytor vilket ger det en sjöprocent på 5,3 procent.